# Allee (Heilbronn)
Die Allee ist die zentrale Nord-Süd-Verkehrsachse in der Innenstadt von Heilbronn. Die 700 Meter lange vierspurige Straße, die sich zwischen dem Heilbronner Stadttheater am Berliner Platz und dem Wollhausplatz erstreckt, geht auf eine im Jahr 1753 angelegte Linden- und Rosskastanienallee zurück. Diese folgte dem Stadtmauerverlauf auf der Außenseite, wurde nach der Verfüllung der Stadtgräben 1846 erneuert und war anfangs eine an der Ostseite nur locker bebaute Promenade. Ihre heutige Bebauung entstand, als beim Wiederaufbau der kriegszerstörten Stadt nach dem Zweiten Weltkrieg überwiegend Geschäftshäuser beiderseits der Straße errichtet wurden. Um 1970 erhielt die Allee nach dem Abriss des alten Stadtbads und des alten Stadttheaters ihren heutigen Verlauf.

## Geschichte

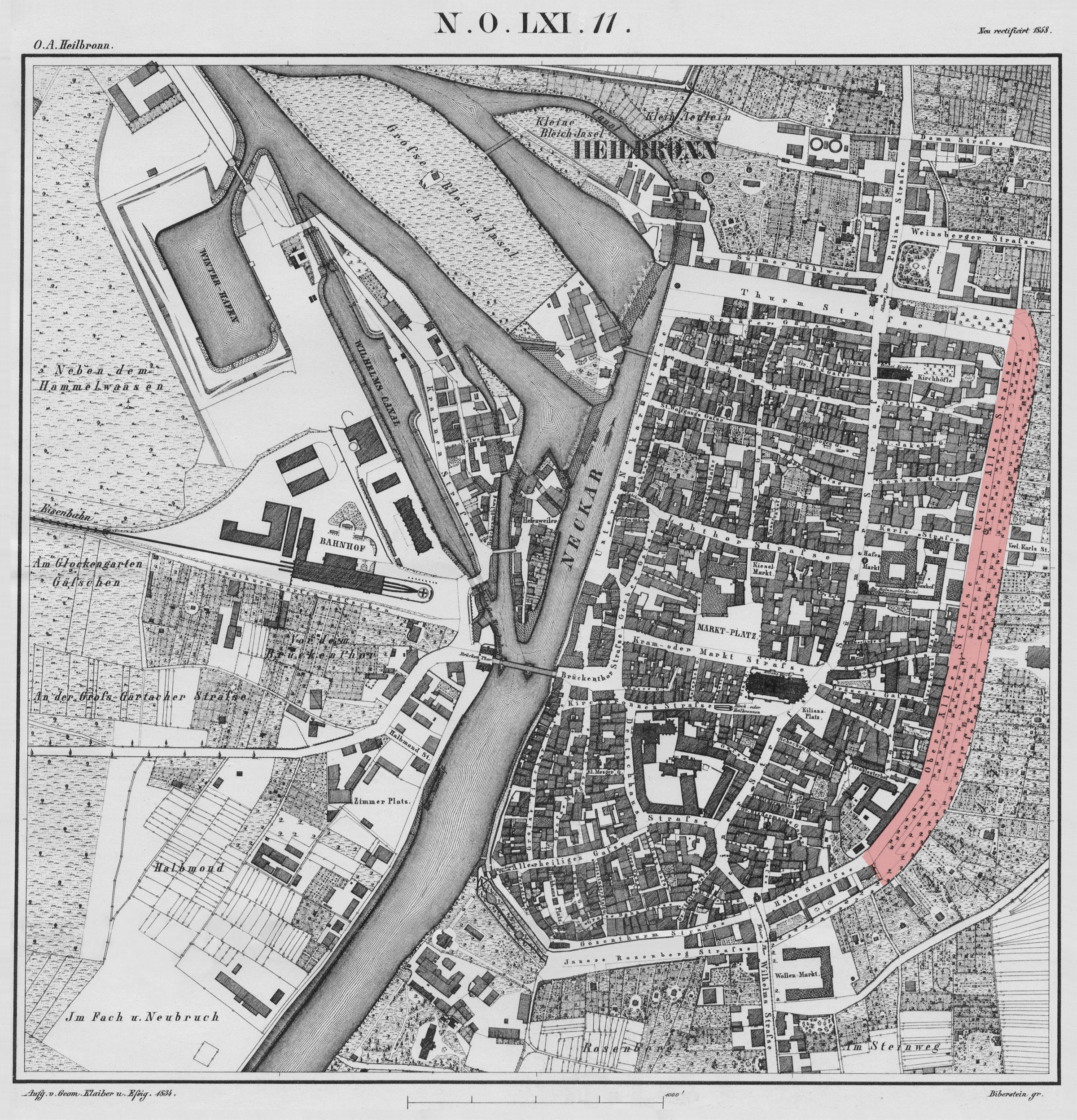
Auf dem Plan von 1858 bildet die Allee (rot markiert) noch die östliche Begrenzung der Stadt Heilbronn

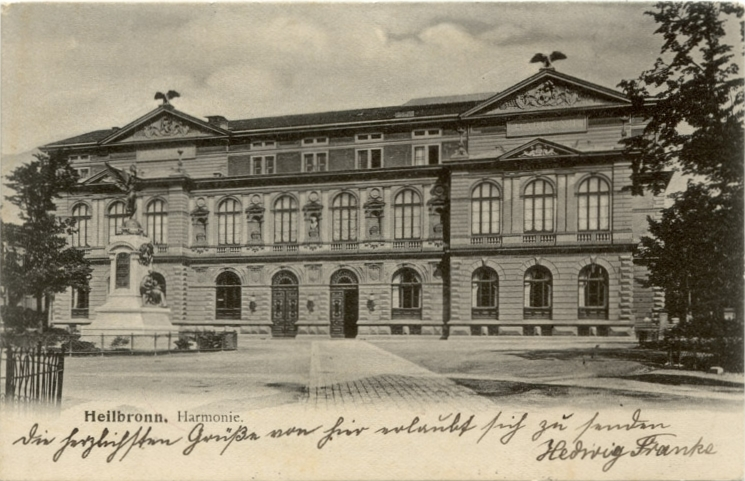
Die alte Harmonie an der Allee wurde 1876–1878 erbaut

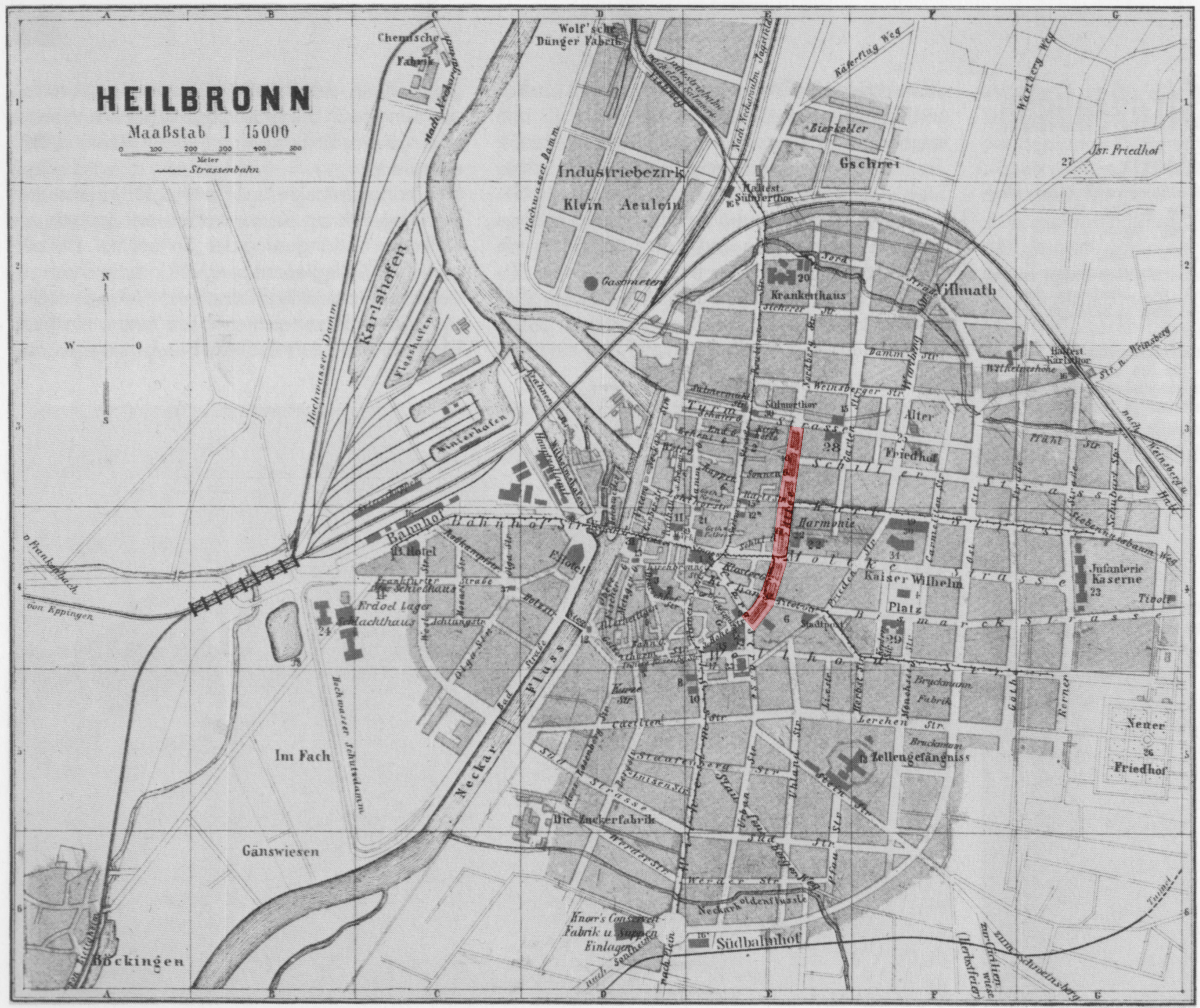
1903 war die Stadt bereits weit östlich über die Allee hinausgewachsen

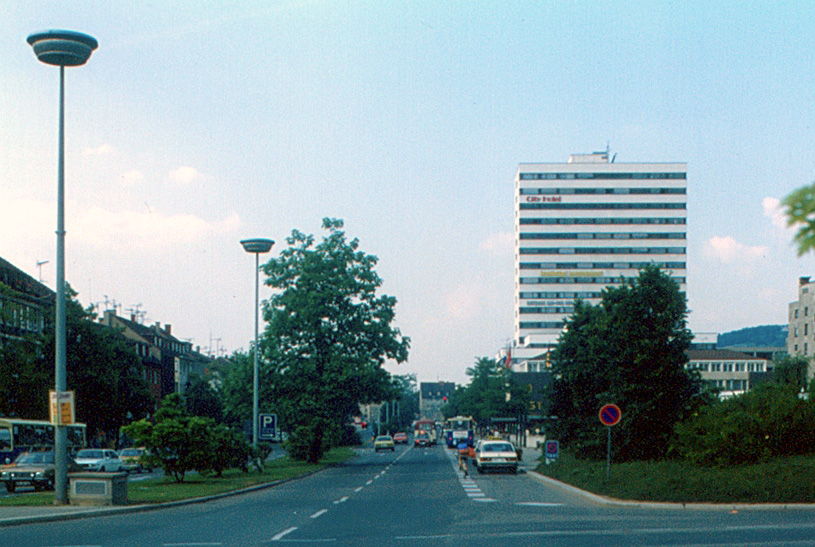
Blick von der Kreuzung Kaiserstraße / Allee nach Norden zum Shoppinghaus (1979)

### Entstehung der Allee
Das mittelalterliche Heilbronn war seit dem 12./13. Jahrhundert nach allen vier Himmelsrichtungen von Stadtmauern umgeben. Die Allee folgt dabei dem Verlauf der Stadtmauer im Osten, vor der dort wie auch im Süden und Norden außerhalb noch ein Graben lag. Im Westen bildete der Neckar eine natürliche Begrenzung. Stadttore standen an der Nord- und der Südmauer sowie an einer Neckarbrücke nach Westen, aber zunächst nicht im östlichen Mauerzug vor der heutigen Allee.
1753 ließ Bürgermeister Gottlob Moriz Christian von Wacks eine umlaufende Linden- und Rosskastanienallee jenseits des Stadtgrabens anlegen. Nach dem Übergang der Stadt an Württemberg 1802 dehnte sich der Siedlungsbereich der Stadt jenseits ihrer alten Mauern aus. 1808 wurde der Mauerring beim Abriss des Adelbergerturms erstmals nach Osten hin durchbrochen. Das dort danach errichtete Neutor wurde später Karlstor genannt. Den Stadtgraben in seinem Vorfeld füllt man 1809 auf, womit ein Übergang nach Osten geschaffen war. 1819 entstand das erste Gebäude auf der Ostseite dieser Allee, eine Gartenwirtschaft, die später zum Heilbronner Aktientheater ausgebaut wurde.
Die Stadtmauern brach man nach 1809 sukzessive weiter ab, mit den Trümmern und anderem Schutt verfüllte man den Stadtgraben. 1846 gründete sich eine Aktiengesellschaft zum Zweck der Verschönerung des Stadtrands. Auf ihre Initiative hin wurde der aufgefüllte Stadtgraben an der 700 Meter langen Ostseite der Altstadt wie auch an ihrer Nordseite in eine 45 Meter breite Grünanlage umgewandelt mit Rasenflächen, Büschen, Bäumen und einem von Bänken gesäumten Promenadenweg. Auf beiden Seiten der Grünanlage zog man ca. 8 Meter breite Fahrbahnen. Diese neue Allee von 1846 richtete man auf dem Gelände der Anlage von 1753 ein, die Bäume der alten Allee wurden gefällt.
Nachdem die Stadt Heilbronn bis 1855 weit über die mittelalterlichen Grenzen hinausgewachsen war, wurde eine Neueinteilung der Viertel nötig. Dabei wurde die Bezeichnung Allee auch zum offiziellen Straßennamen, wobei man zunächst noch kleinteiliger in Obere und Untere Alleestraße und Obere und Untere Allee unterschied. An der altstadtseitigen Fahrbahn („Alleestraße“) standen die Altbauten der mittelalterlichen Innenstadt, unter diesen einige Handwerksbetriebe, an der östlichen („Allee“) überwiegend großzügige, villenartige Wohngebäude. Von 1873 bis 1877 wurde an der südlichen Allee die Heilbronner Synagoge erbaut, 1876 bis 1878 nördlich davon beim Aktientheater die städtische Festhalle Harmonie, 1892 am südlichen Ende der Allee das Stadtbad am Wollhausplatz. Die Allee war zu dieser Zeit noch eine reine Promenade ohne viel Verkehr, da dieser zunächst noch über die Sülmerstraße und die Fleiner Straße lief, die alte Nord-Süd-Verkehrsachse durch die Stadt. Die wichtigste Kreuzung auf der Allee war anfangs die mit der Karlstraße, der damals wichtigsten West-Ost-Achse.

### Innerstädtische Promenade
1897 wurde die vom Marktplatz kommende Kramstraße durch alte Bebauung zur Allee durchbrochen und in Kaiserstraße umbenannt. Im selben Jahr begann der Straßenbahnbetrieb in Heilbronn, der ebenfalls über diese Kreuzung floss, womit diese vor der Karlstraßenkreuzung zum bestimmenden Verkehrsknoten der Allee wurde. Ab 1899 hieß die Straße dann auf ihrer ganzen Länge Allee, die Gebäude wurden neu nummeriert. Verbliebene Baulücken auf der Ostseite wurden größtenteils mit villenartigen Wohnhäusern geschlossen. Das Handwerk auf der Altbau-Westseite ging zurück, hier siedelten sich nun vermehrt zwischen den Wohnhäusern Geschäfte und Gastwirtschaften an.
1911 bis 1913 wurde am nördlichen Ende der Allee das Stadttheater Heilbronn erbaut. Die letzten Baulücken wurden bis etwa 1930 geschlossen. Die Zahl der Geschäfte an der Allee hatte sich seit der Jahrhundertwende kaum erhöht, die Allee behielt weiterhin Promenadencharakter im Gegensatz zu den Ladenstraßen Kaiserstraße, Sülmerstraße und Fleiner Straße. Lediglich einige Handels- und Bürohäuser auf der Ostseite der Straße sowie die 1931 erbaute Neue Post waren hinzugekommen. Noch 1934, als die Straße bereits in Adolf-Hitler-Allee umbenannt war, wird sie im städtischen Adressbuch als „parkartiger Wandelgang“ bezeichnet.
Beim Luftangriff auf Heilbronn am 4. Dezember 1944 wurde die gesamte Innenstadt von Heilbronn zerstört und auch fast die gesamte Bebauung längs der Allee. Lediglich das Haus Allee 18 und die Neue Post konnten ganz wiederhergestellt werden, das Stadttheater provisorisch.

### Hauptstraße seit dem Zweiten Weltkrieg
Bei den Planungen ab 1947 zum Wiederaufbau der Stadt, deren Neubebauung grundsätzlich den alten Straßen und Quartieren folgen sollte, sah man die Allee als Durchgangs- und Geschäftsstraße vor. Der Verkehrsplan von Karl Gonser von 1947 enthielt einen die Innenstadt umfahrenden Alleenring, dessen östliche Hälfte die Allee nutzen sollte. Wegen einer unüberbrückbaren Engstelle im Nordwesten (heutige Kranenstraße) ließ sich der Alleenring jedoch nicht vollständig verwirklichen. Gleichwohl wurde die Allee zur innerstädtischen Hauptstraße ausgebaut, über die nun der ehemals durch Sülmerstraße und Fleiner Straße fließende Nord-Süd-Durchgangsverkehr geleitet wurde. Der Verkehr wurde dabei zunächst von Neckarsulm kommend um den Berliner Platz und das Stadttheater herum auf die Allee geleitet und am südlichen Ende um das Stadtbad herum auf die Wilhelmstraße, die Verlängerung der Fleiner Straße.
Auf der Westseite der Straße entstand wieder eine Mischbebauung aus Geschäftshäusern und Wohn- und Geschäftshäusern, auf der zuvor überwiegend von Wohnvillen geprägten Ostseite dagegen wurde kein einziges Wohnhaus mehr errichtet, sondern ausschließlich öffentliche Gebäude und Geschäftshäuser, darunter u. a. das Einrichtungshaus Karl Kost. Am südlichen Ende der Allee wurde am Wollhausplatz 1950 das Stadtbad wiederaufgebaut, hier gab es eine Haltestelle für mehrere Busse. In den 1950er Jahren wurden die meisten Baulücken wieder geschlossen. Die Festhalle Harmonie wurde bis 1958 neu gebaut, das Grundstück der ehemaligen Synagoge mit einem Kino- und Geschäftshaus überbaut.

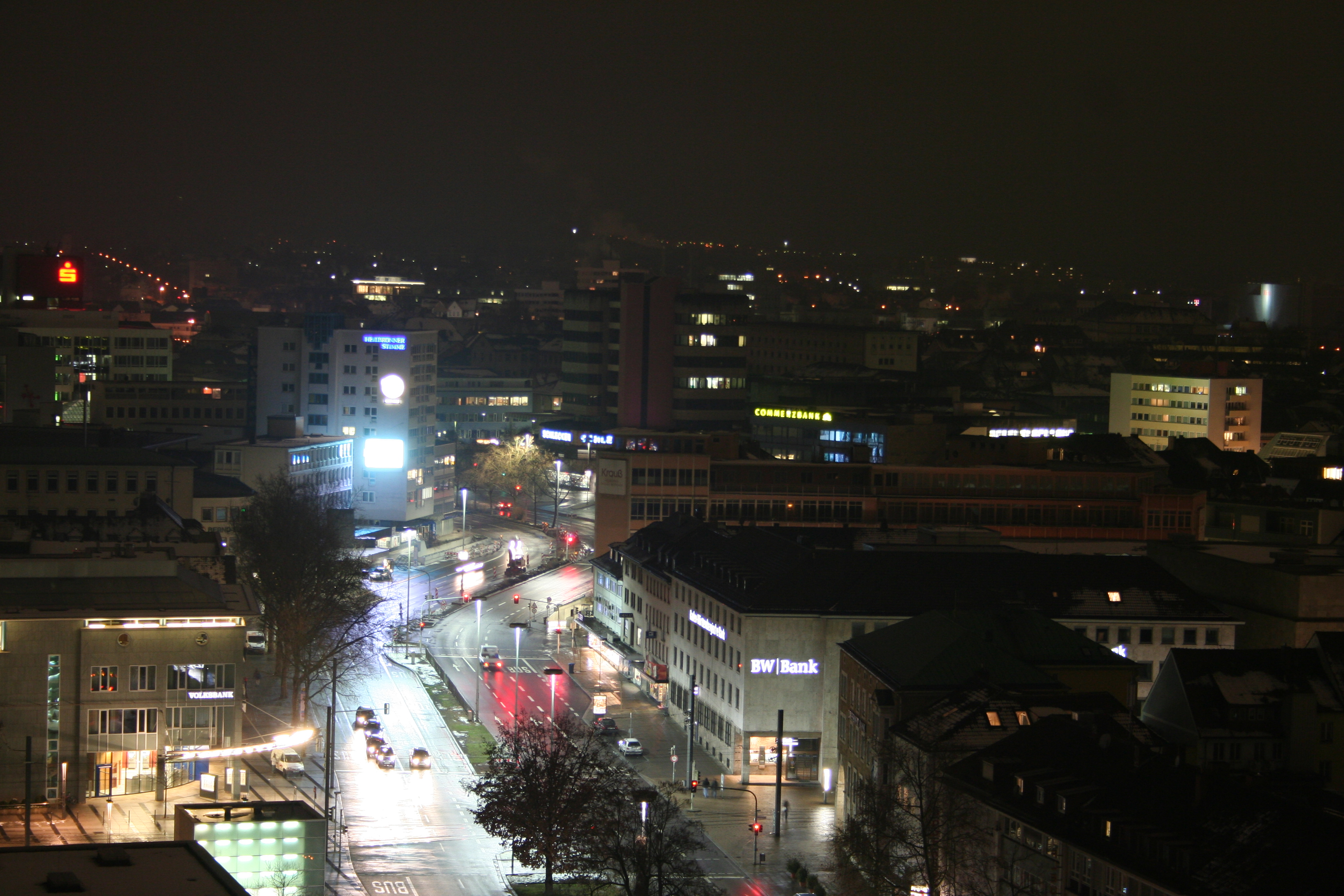
Blick vom Shoppinghaus auf den Südteil der Allee zwischen Harmonie und Wollhauszentrum

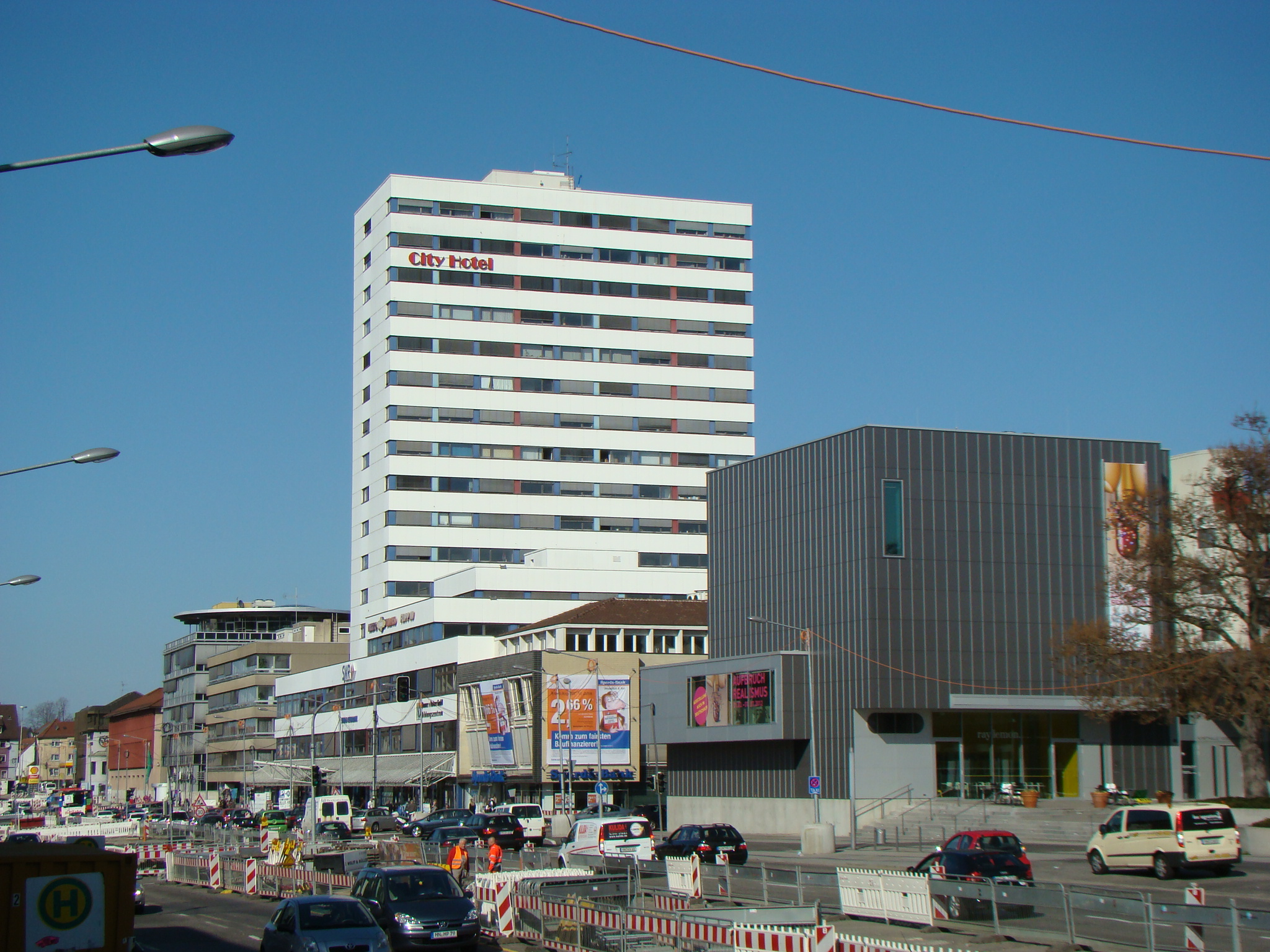
Kunsthalle Vogelmann und Shopping-Hochhaus, Foto vom März 2012

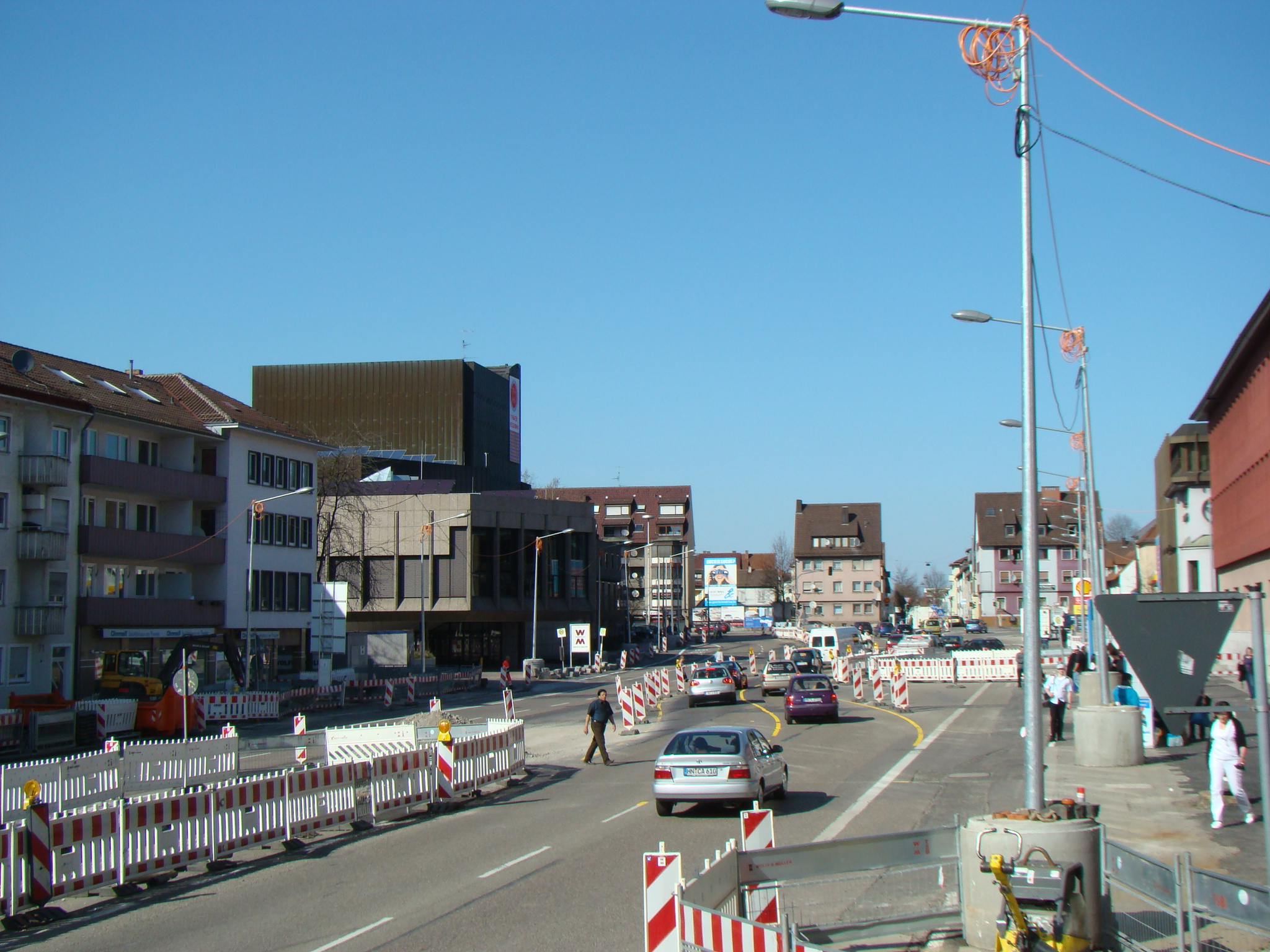
Nordende der Allee mit Stadttheater Heilbronn (Bildmitte links), Foto vom März 2012

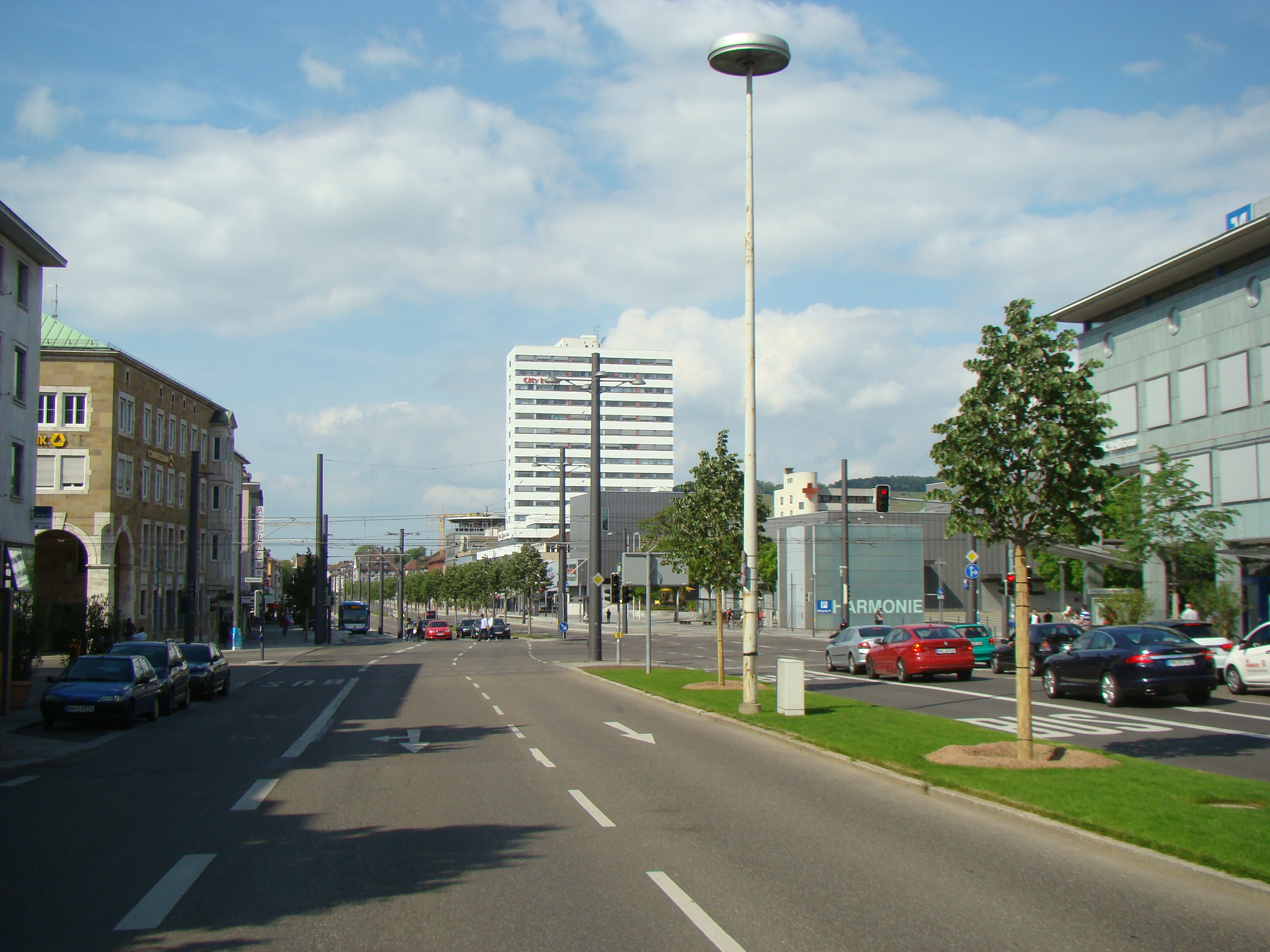
Allee mit Bankgebäuden, Kunsthalle Vogelmann und Shopping-Hochhaus, Foto vom Mai 2015

Am 18. Juli 1970 wurde das alte Stadttheater gesprengt, dadurch konnte bis 1978 der Straßenverlauf am Nordende zur Weinsberger Straße hin begradigt werden. Diese Geradeausführung der Allee zählte zu den großen städtischen Tiefbaumaßnahmen, die Kosten hierfür betrugen rund 9 Millionen DM. Das alte Stadtbad am südlichen Ende der Allee wurde 1972 abgerissen, es wich dem Wollhauszentrum mit einem modernen Busbahnhof.
Mit der Schaffung der Fußgängerzone im Bereich von Sülmerstraße und Fleiner Straße ab dem Spätjahr 1971 wurde der restliche nord-südliche Durchgangsverkehr aus dem Gebiet der historischen Altstadt auf die Allee verlegt. Bis 1977 nahmen die Fußgängerzonen rund 20.000 Quadratmeter Fläche ein.
Im Juni 1971 wurde mit der Allee-Unterführung von der Hafenmarktpassage zur Harmonie der erste Fußgängertunnel mit Rolltreppe an der Allee eröffnet. Eine größere Unterführung mit Ladenzeilen an der Kaiser-/Moltkestraße wurde bereits im darauffolgenden Monat fertiggestellt. 1973 eröffnete der SDR ein Regionalstudio im Shoppinghaus an der Allee. Auf der Theaterbrache am Berliner Platz wurde 1982 das neue Heilbronner Stadttheater errichtet. Der eigentliche Berliner Platz, der durch die Änderung der Verkehrsführung nach 1970 verkehrsfrei wurde, lag lange Zeit brach und wurde dann mit dem 2001 eröffneten Theaterforum K3 überbaut.
1978 kam am Berliner Platz eine ca. 70 Meter lange Unterführung und 1980 eine weitere Unterführung mit Ladenzeilen auf Höhe der Hauptpost hinzu. Die beiden Unterführungen bei der Harmonie wurden inzwischen, auch wegen des Ausbaus der Stadtbahn über die Allee, wieder geschlossen, ebenso die Hauptpost-Unterführung 2009 aus Kostengründen.
Im Jahr 2011 begannen die Arbeiten für den Nordast der Stadtbahn Heilbronn, der nun über die nördliche Allee führt. Im Verlauf der Bauarbeiten wurden im September 2012 historische Mauerreste freigelegt. Seit der Eröffnung der neuen Strecke im Dezember 2013 verkehrt die Stadtbahn an den Seiten der Allee nördlich der Kaiserstraße zwischen Fahrbahn und Fußgängerbereich und bedient auf Höhe der Harmonie die Haltestellen Harmonie/Kunsthalle (stadtauswärts) und Harmonie/Hafenmarktpassage (stadteinwärts).

## Filmtheater an der Allee
In den 1980ern gab es bis zu 18 Kinos in Heilbronn an der Allee:
- Shoppinghaus: Apollo, Astoria, Cinema, Corso, zwei Pornokinos: Cockpit, Club Astral (alle geschlossen)
- Allee 16: Luxor, Savoy, Scala (alter Name: Smoky), Studio Linse (alle seit 4. Oktober 2001 geschlossen, Gebäude inzwischen abgerissen)
- Allee 4: Universum, City, Cherie, Bambi (geschlossen, dann im Sommer 2007 als "Universum Arthaus Kinos 1 - 4" neu eröffnet, die Kinos zogen im August 2016 in das Marra-Haus an der Ecke Kaiserstraße/Obere Neckarstraße um, inzwischen geschlossen)
- Rückseite Allee 4: Metropol, Domino, Roxy, MiniMet (alle am 28. Juli 2000 geschlossen, Gebäude inzwischen abgerissen)

## Markante Gebäude an der Allee
Die Allee erstreckt sich vom 1982 erbauten Theater Heilbronn im Norden bis zum 1974 eröffneten Wollhauszentrum mit Busbahnhof im Süden. Theater und Wollhaus liegen jeweils westlich der Allee. Dazwischen befindet sich auf der östlichen Straßenseite das 2001 modernisierte Konzert- und Kongresszentrum Harmonie mit Stadtgarten, an den die Kreuzung zur Kaiserstraße bzw. Moltkestraße anschließt, wo sich außer einer Stadtbahnhaltestelle auch drei Bankgebäude mit korrespondierender Architektur befinden: BW-Bank (1952), Dresdner Bank (1952) und Volksbank Heilbronn (1993). Weitere auffällige Gebäude an der Allee sind das 14-stöckige Shoppinghaus von 1971 sowie einige markante Geschäftsgebäude der 1950er Jahre, darunter das Kost-Gebäude (heute Sparda-Bank) neben der Harmonie mit seiner für damalige Verhältnisse ungewöhnlich langen Schaufensterfront, das Hochhaus der Heilbronner Stimme von 1957 und das Kaufhaus Barthel (später: Modehaus Krauß).
Die ehemalige Hauptpost wurde bereits um 1930 als damals drittes Postamt (Neue Post) erbaut und wurde nach dem Zweiten Weltkrieg als Ersatz für die zerstörte alte Hauptpost am Neckar zur Hauptpost ausgebaut. Aufgrund der starken Kriegszerstörung der Stadt gibt es an der Allee praktisch keinen alten Baubestand.
| Adresse            | Beschreibung                                                                        | Bild |
| ------------------ | ----------------------------------------------------------------------------------- | ---- |
| Allee 28           | Konzert- und Kongresszentrum Harmonie mit Kunsthalle Vogelmann                      |      |
| Berliner Platz 1   | Theater Heilbronn                                                                   |      |
| Allee 11           | BW-Bank                                                                             |      |
| Kaiserstraße 37    | Commerzbank (vormals Dresdner Bank)                                                 |      |
| Allee 16–20        | Volksbank Heilbronn                                                                 |      |
|                    | Ehem. Hauptpost                                                                     |      |
| Allee 16           | Alte Jaeger-Kinos (abgerissen 2011, überbaut mit dem Erweiterungsbau der Volksbank) |      |
| Allee 18           | Allee 18 (abgerissen 2011, überbaut mit dem Erweiterungsbau der Volksbank)          |      |
| Allee 40           | Shopping-Hochhaus                                                                   |      |
|                    | Haus Kost                                                                           |      |
| Allee 2            | Hochhaus der Heilbronner Stimme                                                     |      |
| Am Wollhaus 1      | Wollhaus                                                                            |      |
| Allee 4            | Alte Bott-Kinos (ehem. Standort der Heilbronner Synagoge)                           |      |
| Kilianstraße 14–20 | Kaufhaus Barthel                                                                    |      |